# 蘇波拉·佐爾坦
蘇波拉·佐爾坦（匈牙利語：Supola Zoltán，1988年2月11日—），匈牙利籃球運動員，現在效力於匈牙利球隊Alba Fehérvár。他也代表匈牙利國家籃球隊參賽。